# Wake Up (képregény)
A Wake Up Brian Michael Bendis író és David Mack rajzoló 2001-ben, a Marvel Comics kiadásában megjelent képregénye. Bár a négy részes Wake Up a Marvel Fenegyerek nevű szuperhősének sorozatában jelent meg, a történetből szinte teljesen hiányoznak a műfajra jellemző elemek. A főszereplő nem  a sorozat címszereplője, hanem annak egyik visszaérő mellékalakja Ben Urich újságíró, aki a cselekmény során megpróbálja felderíteni egy katatón kisfiú tragikus történetét, aki teljesen érzéketlenné vált a külvilággal szemben. A gyermek, kórházi ágyán ülve, a képregények stílusára jellemző narratívát ismételget a végtelenségig, melynek központi szereplője Fenegyerek és a kisfiú által kitalált Düh nevű ellenfele.
A cselekmény a műfaj sajátosságaitól eltérően nem az álarcos igazságtevők és a gonosztevők összecsapásai körül zajlik, hanem egy, a poszttraumatikus stressz szindróma jellegzetes tüneteit mutató kisfiú megpróbáltatásait mutatja be egy hétköznapi ember, Ben Urich szemszögéből. A Wake Upot többen az egyik legjelentősebb Fenegyerek-történetnek tekintik, mely Frank Miller, az 1980-as évek első felében végzett és kritikailag elismert munkássága után született.

## A történet megszületése
David Mack 1999-ben, Kevin Smith forgatókönyvírót és filmrendezőt követően lett a Marvel Comics Fenegyerek nevű szuperhősének Marvel Knights cégjelzés alatt megjelenő sorozatának írója egy hat részes történet erejéig. Régi barátjának és korábbi munkatársának, Brian Michael Bendisnek a megkeresésére mutatta be annak munkáit a sorozat akkori rajzolójának, Joe Quesadának a Marvel főszerkesztőjének. Bár a Bendis által megjelölt szereplők, köztük Nick Fury és Doktor Strange közül egyik sem volt elérhető számára a kiadónál, Quesada felvetette az ötletet, hogy Mackkel dolgozzon együtt. Fenegyerek sorozata, amit a kiadó a Marvel Knights-kiadványok zászlóshajójának szánt, ekkor problémákkal küszködött. Az alacsony eladott példányszám mellett Smith, a korábbi író, és Quesada, a korábbi rajzoló is más kötelezettségeik miatt csúszásban voltak munkájukkal, így Bendis megkapta a lehetőséget, hogy írjon hozzá egy történetet. A kiadó nem sokkal korábban vészelt át egy gazdasági mélypontot, mely Bendis megítélése szerint hozzájárult ahhoz, hogy ebben az időben a Marvel sokkal nyitottabb volt az új alkotók, és azok új ötletei felé, így gyakorlatilag teljesen szabad kezet kapott munkája során.
David Mack nyilatkozata szerint általában nem szeret más írók műveiben rajzolóként közreműködni, mivel rajzait saját történeteinek elmondására készíti. Bár régi barátjával, Bendisszel az 1990-es évek folyamán több kisebb közös munkája is volt, megítélése szerint ezek csak gyakorlatnak és pénzkeresetnek voltak jók. Mikor évekkel később felmerült egy újabb együttműködés lehetősége, Mack úgy vélte, hogy már mindketten fejlődtek annyit saját területükön és saját, egyedi stílusukban, ami méltó lehet egy valódi közös alkotáshoz és régi barátságukhoz egyaránt. A Wake Up olyan témákat dolgozott fel, ami miatt a történetet érzelmileg mindketten a magukénak érezhették. A közös munka Mack megfogalmazása szerint „kísérlet” volt, amiben ugyan néha kényelmetlen volt számára, hogy rajzait egy másik író szkriptjéhez kellett igazítania, de a végeredménnyel mindketten elégedettek voltak.
Miután Bendis megkapta a megbízást, egy hétvége alatt megírta az első két szám forgatókönyvét. Mack igyekezett naponta egy oldalt elkészíteni a történethez. Ha aznap nem tudta teljesen befejezni, másnap akkor is halad tovább, és elkezdte a következő megrajzolását, megfestését. Mikor már az összes oldallal elkészült, jobban fel tudta mérni, hogy azok hogyan viszonyulnak egymáshoz, ezért néhány nap alatt ismét sorba ment rajtuk és befejezte, módosította és javította őket. Mack külön nem végzett kutatást a történet központi témájával és elemeivel kapcsolatban. Elsősorban Bendis forgatókönyvére hagyatkozva dolgozott, amiben az író nem tett különösebb megjegyzéseket a rajzokra vonatkozóan és inkább pusztán a jelenetek leírására és a párbeszédekre szorítkozott. Mack elmondása szerint a Wake Up megjelenése után számos megható levelet kaptak olyan szülőktől, akik saját személyes tapasztalataikról számoltak be a történet témájával kapcsolatban, és akik közül sokan saját gyermeküket is felfedezték a cselekmény kiskorú központi szereplőjében, Timmyben.

### Képi világa
David Mack a Wake Up megrajzolásakor, akárcsak más munkái során is, fényképeket használt referenciaanyagként. Ben Urich-hoz, Fenegyerekhez, illetve annak titkos személyazonosságához, Matt Murdockhoz saját maga állt modellt. Urich minél pontosabb megrajzolásának érdekében, hogy megragadja a szereplő testtartását és testbeszédét, még egy viharkabátot is beszerzett egy használt ruha kereskedésből, szemüveget vett fel és különböző arckifejezésekkel fényképezte le magát. Timmy megrajzolásához a szomszédjában lakó kisfiú, Tyler állt modellt, akivel Mack gyakran szokott baseballozni és aki nagyon büszke volt rá, hogy egy Fenegyerek-képregényben szerepelhetett. Tyler néhány barátja szintén bekerült a történet egyik jelenetébe. Mack Timmy tanárnőjét Bendis javaslata alapján Lauryn Hillről mintázta meg, ami – elmondása alapján – azonban nem sok olvasónak tűnt fel. A történetben civilként, álarc nélkül feltűnő Pókember, Peter Parker arcvonásai Leonardo DiCapriót idézik, mivel akkoriban a színész neve is felmerült a tervezett, végül 2002-ben bemutatott szuperhős-mozifilm címszereplőjeként.
A Wake Up történetének első oldalain Fenegyerek egy álruhás ellenféllel harcol. A képek Joe Quesada, a Daredevil korábbi rajzolójának stílusát idézik, a harmadik oldalon azonban a rajzok panelről panelre kezdenek megváltozni, az ötödik oldalon pedig már nyilvánvalóvá válik az olvasó számára, hogy a kezdeti jelenet csupán egy gyermek fantáziájának a terméke volt. David Mack merőben eltérő rajzstílusa miatt szeretett volna minél több utalást elhelyezni a füzetben a korábbi író, Kevin Smith történetére, mely fokozatos átmentet képezett volna a sajátjához. Az első oldalakat az eredeti tervek szerint valóban Quesada rajzolta volna, akit azonban lefoglalt főszerkesztői tevékenysége. Végül ezeket az oldalakat is Mack rajzolta meg Quesada stílusát idézve.

## A cselekmény
Ben Urich, a Hírharsona újságírója egy katatón állapotban levő kisfiú, Timmy háttere után nyomoz. Timmy a kórházi ágyán ülve, a szuperhős-képregények stílusában ismételgeti folyamatosan ugyanazt a monológot Fenegyerek, és kitalált, Düh nevű ellenfelének összecsapásáról. A kisfiú édesapja egy kisstílű álarcos bűnöző, Ugróbéka a Fenegyerekkel történt összecsapása után eltűnt. Timmy szemtanúja volt az eseményeknek, melyek olyan megrázkódtatást jelentettek számára, hogy teljesen magába zárkózott és kirekesztette a külvilágot. A rendőrség lezártnak tekinti az ügyet, és nem foglalkoznak sem a tisztázatlan körülményekkel, sem pedig Ugróbéka eltűnésével. A Hírharsona főszerkesztőjét, J. Jonah Jamesont szintén nem érdekli Urich nyomozása.
Urich többször meglátogatja a kisfiút, beszél édesanyjával, barátaival és tanárnőjével is, de csak annyit tud meg, hogy Ugróbéka lelkileg és testileg is bántalmazta a fiút. A drámai este eseményeiről azonban semmit sem sikerült megtudnia. Az újságíró végül úgy dönt, hogy ahhoz a személyhez fordul, aki maga is résztvevője volt az esetnek, Matt Murdockhoz, Fenegyerekhez. Az álarcos igazságtevő elmondja Urich-nak, hogy aznap este üldözőbe vette Ugróbékát és egy háztetőn össze is csapott vele. Ugróbékának sikerült felülkerekedni rajta, mikor hirtelen feltűnt a kisfiú és megpróbálta megállítani a bűnözőt. Fenegyerek azonban egy pillanatra elvesztette az eszméletét, és mikor magához tért, Ugróbéka már eltűnt, a kisfiú pedig egy szót sem szólt. Fenegyerek csak Urich-tól tudja meg, hogy a kisfiú, Timmy, Ugróbéka fia.
Este Urich Fenegyerekkel felkeresi Timmyt. Az általa védelmezett hőssel való találkozás után Timmy elkezd visszaemlékezni az eseményekre. Mikor felment a tetőre, meglátta, hogy apja az általa bálványozott egyik szuperhőst bántalmazza, ahogyan korábban már annyiszor őt is. Megpróbálta szavakkal lecsillapítani apját, de az megfenyegette őt és tovább ütlegelte Fenegyereket. Timmy, hogy megfékezze apját, felvette a harc során leszakadt elektromos kábelt, és hozzáérinti. Ugróbéka az áramütéstől lezuhant a tetőről, egy szemeteskocsiba esett, és feltehetően életét vesztette.
A történet végére Timmynek látszólag sikerül szembesülni a történtekkel és elfogadni az elnyomott emlékeket. Urich cikkét Jameson végül mégis nyomtatásba engedi.

## A poszttraumatikus stressz szindróma tünetei és azok vizuális megjelenése a műben
A Wake Up történetének narrátorai maguk a cselekmény szereplői. Az általuk tolmácsolt események jeleneteinek képi világa, illetve a szöveg stílusa szoros kapcsolatban áll lelkiállapotukkal. A főszereplő, Ben Urich absztrakt világát egy súlyos trauma túlélőjére jellemző irracionális bizonytalanság jellemzi. A katatón, a poszttraumatikus stressz szindróma jeleit mutató kisfiú, Timmy jelenetei az amerikai szuperhős-képregényekre jellemzően színesek és élesek. Fenegyerek egyetlen jelenete – a történet másik két narrátorához képest –  kevésbé elvont, ami ugyanakkor egyben a szereplő bonyolult, ellentmondásos személyiségének is lenyomata.
Timmy, képregények inspirálta belső világában az általa Dühnek nevezett gonosztevő szerepében Fenegyerek ellen küzd. Bár a Düh győzelmet arat a bűnüldöző felett, Timmyben újra és újra lejátszódik ugyanaz a harc. A kisfiú állapotának kiváltója az apja, az Ugróbéka nevű kisstílű bűnöző által elszenvedett folyamatos lelki és testi bántalmazás, valamint a végzetes este, mikor apja a házuk tetején szembekerült Fenegyerekkel. A poszttraumatikus stressz szindrómában szenvedőkben gyakran az őket ért megrázkódtatás hatására fixáció alakul ki a kiváltó eseményre. A betegek újra és újra átélik a traumát, gyakran visszatérő gondolatok, képek, érzések gyötrik őket. Jellemző rájuk a pszichés közöny. Bár Timmy apja és Fenegyerek harcát nem pontosan ugyanúgy éli át, ahogyan az megtörtént, az eseményre való visszatérési kényszer hasonló. Timmyt fiatal kora, a hatalmas megrázkódtatás, és a stabil, egészséges családi környezet hiánya gátolja meg abban, hogy befogadja, elfogadja és feldolgozza a történteket. Bár a kisfiú próbál elzárkózni a traumától, belső, vizuálisan a szuperhős-képregények leegyszerűsített, szimbolikus ábrázolást használó fantáziavilága mégis annak bizonyos mértékig hű lenyomata. Ez a fantáziavilág egyben védelmezi is őt a traumával való szembesüléstől.
Timmy története és az őt ért trauma mellett legalább olyan fontos elemei a Wake Up cselekményének a Ben Urich-ben lejátszódó lelki folyamatok. Urich-ot egy korábban őt ért, majdnem halálos kimenetelű támadás emléke kísérti, mely a történetben visszatérő rémálom képében jelenik meg. Ez a tünet szintén a poszttraumatikus stressz szindrómát idézi. Urich narrációjakor a képi világ, melyben szakmai és magánéleti bizonytalansága jelenik meg, merőben eltérő Timmy szuperhős-fantáziavilágától. A poszttraumatikus stressz szindrómában szenvedők gyakran küzdenek az önbecsülés hiányával, úgy érzik senki nem szereti, nem szeretheti őket, hogy gyengék és megvetendők. Urich ábrázolása normális körülmények között fiatalos, jól ápolt férfi benyomását kelti, azonban  a másik nemmel való érintkezése közben – akik ekkor fokozottan vonzóan jelennek meg – ez jellemzően megváltozik. Urich jelentéktelenné, szürkévé válik mind vizuális, mind pedig lelki értelemben, míg a nők átlényegülten, szinte a végsőkig idealizáltan kerülnek bemutatásra. Ez éles kontrasztot képez köztük és az újságíró között. A férfi bizonytalansága azonban nem csak a másik nemmel szemben jelenik meg vizuálisan a képregényben. Főnökével, J. Jonah Jamesonnal való találkozásai alkalmával Urich hasonlóan jelentéktelen, „áttetsző” figurává válik. A szereplő önképének torz valótlanságát bizonyítja Timmyvel való kommunikációja. A kisfiú szuperhős-fantáziájában az újságíró erőt sugárzóan, szinte hősies alakban jelenik meg. Bizonyos embercsoportok megformálása is  Urich-hoz hasonlóan változik, mely a vele való közösséget, hasonlóságot jeleníti meg. Az újságíró, felesége és fia hasonlóan karikatúra-szerűen tűnnek fel a közös jeleneteikben. Urich családja saját alkalmatlanságának kivetülése. Fiával való kapcsolatát a szótlanság, a párbeszéd hiánya jellemzi, felesége pedig a képregény egyetlen női szereplője, akinek szinte taszító az ábrázolása. A rendőrség képviselői szintén Urich-hez hasonlóan jennek meg. Akárcsak ő maga, a törvény őrei is alkalmatlanok feladatuk ellátására, és nem tudnak segíteni a katatón kisfiún. Bár a rendőrséget Urich-hel szemben az igyekezet hiánya, a közöny gátolja, a végeredmény mégis azonos. Urich és Timmy ábrázolása csak azután válik hasonlóvá a képregényben, miután fény derül a kettejüket ért hasonló traumára. Az újságíró rájön, hogy a fiút, akárcsak őt is gyermekkorában, az apja bántalmazta.
Fenegyerek, Matt Murdock nem a Wake Up főhőse, csupán a történet megoldását szolgáltatja. Az árva hősök az angolszász irodalomban figyelemreméltó múlttal rendelkeznek, Bendis pedig a Wake Upban megjelenő hős-képét szintén összekapcsolja az árvasággal. Murdock fiatalon veszítette le szüleit, akárcsak a történet egy rövid jelenetében feltűnő Peter Parker, Pókember, aki a kiadó, és az amerikai képregény egyik legismertebb és legidőtállóbb szuperhőse. Rex Krueger tanulmányában úgy véli, hogy maga Fenegyerek is a poszttraumatikus stressz szindróma jeleit mutatja. A szuperhős érzékszervei, kivéve látását, melyet gyermekként elvesztett, emberfeletti módon kifinomultak. Ez párhuzamba állítható a poszttraumatikus stressz szindróma egyik tünetével, a nagyfokú éberséggel és érzékenységgel mások reakciói iránt. A baleset, melynek során Murdock megvakult, de emellett új képességekre is szeret tett, szintén traumás esemény volt, bár Timmy és Urich hátterével ellentétben nem kötődik  gyermekkori traumához.
Fenegyerek narrációjának képi világa egyszerű vörös és fekete és bizarr kontrasztot alkot a szuperhős képességeivel, melyek lehetővé teszik számára, hogy pontosabban és részletesebben, érzékelje a környezetét mint bárki más. Krueger megítélése szerint ez nem annak eredménye, hogy a vak hős által „látottak” nem adaptálhatóak megfelelően a képregény vizuális médiumába, hanem ebben az esetben is David Mack tudatos választásáról van szó. Murdock ellentmondásos személyisége ellenére meglepően egyszerűen „látja” az eseményeket. Napközben ügyvédként képviseli a törvényt, éjszakánként viszont törvényen kívüli álarcos igazságtevőként üldözi a bűnözőket, akiktől olykor csupán egy vékony határvonal választja el. Fenegyerekként, „a félelem nélküli emberként” való megjelenése még azokat is megrémíti, akik tudják, hogy az álarc Matt Murdockot rejti. Krueger magyarázata szerint Murdock emberfeletti érzékszervei ellenére paradox módon nincs tudatában életének ezen irracionalitásával. Ez a rejtett tényező az, ami valójában megrémíti Ben Urich-et mindannyiszor, mikor Fenegyerekként találkozik barátjával. A szuperhős különös módon a részleteket, összefüggéseket sem veszi észre, mint ahogyan arról sem tudott, hogy a kisfiú, aki belekeveredett Ugróbékával való harcába, a gonosztevő fia volt. Bár Fenegyerek érzékszervei emberfelettiek, és a körülötte lévő világot minden részletében képes felmérni, mégis Urich, a hétköznapi férfi az, aki a benne lévő emberekről is tudomást vesz.
Krueger véleménye szerint Fenegyerek a történet végén átvitt értelemben örökbe fogadja Timmyt, mikor felfedi előtte arcát, és ezzel a gesztussal befogadja abba a szűk körbe, egyfajta „családba”, akik ismerik titkát. A kisfiúnak végeznie kellett biológiai apjával, hogy megmenthesse az általa bálványozott igazságtevőt. Fantáziavilágában egyetlen fenyegető szörnyeteggé gyúrja össze apja, Ugróbéka, és hőse, Fenegyerek képét. „…attól retteg, hogy szembe kell nézni azzal, ahogyan elválasztotta magát apjától, és Fenegyereket választotta »spirituális apjának.«” – írja Krueger. A poszttraumatikus stressz szindrómában szenvedők gyakran úgy érzik, hogy rászolgáltak az azt kiváltó eseményre. Timmy lélekben Fenegyereket választotta apjának, melynek büntetése az a  traumatikus élmény, hogy meggyilkolta biológiai apját. Akárcsak a szindrómában szenvedők, Timmy is ettől a meggyőződéstől zárkózik el, és nem hajlandó beszélni magáról a traumatikus eseményről.

## Gyűjteménykötetek
- Brian Michael Bendis (w), David Mack (p,i). Daredevil, Volume 3: Wake Up. (2002. július) New York: Marvel Comics. ISBN 0-7851-0948-X

- Brian Michael Bendis (w), David Mack, Alex Maleev (p,i). Daredevil, Volume 2: The Murdock Papers and Wake Up. (2006. október) New York: Marvel Comics. ISBN 0-7851-2111-0

- Brian Michael Bendis (w), David Mack, Alex Maleev, Manuel Gutierrez (p,i). Daredevil Omnibus, Volume 1: Daredevil by Brian Michael Bendis and Alex Maleev Volume 1. (2008. augusztus) New York: Marvel Comics. ISBN 0-7851-3112-4